# ТЕС Ель-Теббін
29°46′33.6″ пн. ш. 31°17′53.9″ сх. д. / 29.776000° пн. ш. 31.298306° сх. д.
ТЕС Ель-Теббін — теплова електростанція в Єгипті, розташована за два десятки кілометрів на південь від Каїра поблизу міста Хелуан.
У 2010 році на станції ввели в експлуатацію два конденсаційні енергоблоки потужністю по 350 МВт. Виробником турбін для них стала компанія Alstom, тоді як котли постачила італійська Ansaldo.
Для охолодження використовується вода із Нілу.
Видача продукції відбувається по ЛЕП, що працює під напругою 220 кВ.